# Егадські острови
Егадські острови (італ. Isole Egadi) — архіпелаг біля західного узбережжя Сицилії. Складається з трьох великих — Фавіньяна, Леванцо і Мареттімо — і кількох дрібних островів.
Заселені щонайменше з часів палеоліта. У 241 р. до н. е. біля Егадських островів відбулася битва римського і карфагенського флотів, що завершилася перемогою римлян.
Нині острови складають громаду Фавіньяна італійської провінції Трапані.